# Axinotoma kivuensis
Axinotoma kivuensis – gatunek chrząszcza z rodziny biegaczowatych i podrodziny Harpalinae.
Gatunek ten został opisany w 2011 roku przez Sergio Facchiniego, który jako miejsce typowe wskazał Kakozi w Itombwe. 
Chrząszcz o ciele długości od 8,5 do 10,3 mm. Głowa brązowa. Głaszczki ceglaste. Ostatni człon głaszczków wargowych smukły, zwężony ku wierzchołkowi. Czułki brązowe z członami 1-3 ceglastymi. Przedplecze jasnobrązowe z ciemniejszym środkiem. Pokrywy brązowe z jaśniejszymi brzegami i wierzchołkiem, wypukłe. Edeagus o środkowym płacie bez dysku apikalnego.
Gatunek afrotropikalny, znany z Demokratycznej Republiki Konga i Kenii.